# Clonazione dei capelli
Gli attuali trattamenti per la perdita dei capelli consistono principalmente nell'assunzione di farmaci ormonali, al fine di prevenire l'avanzare della calvizie, e nelle operazioni di trapianto di capelli, attuabile attraverso due tecniche: la tecnica FUT (Follicular unit Transplants), detta anche tecnica STRIP, consistente nella rimozione di una striscia della zona donatrice; la tecnica FUE (Follicular Unit Extraction), consistente nell'estrazione delle singole unità follicolari dalla zona donatrice.
Sebbene tali tecniche siano in grado di ridare una parvenza di folta chioma, nella sostanza esse si concretano nella redistribuzione dei capelli presenti sullo scalpo del paziente. Difatti, il risultato di un intervento di autotrapianto è fortemente correlato sia all'estensione della calvizie, sia alla zona donatrice (rappresentata dalle zone parietali e dalla zona nucale) del paziente, dalla quale verranno prelevate le unità follicolari: una calvizie estesa ed una zona donatrice esigua possono compromettere l'esito dell'intervento, limitando considerevolmente i risultati ottenibili dal paziente.
La clonazione dei capelli (o moltiplicazione dei capelli) è una nuova promettente tecnica sotto sviluppo per contrastare la perdita dei capelli. Milioni di dollari sono stati investiti nella ricerca in questo campo da Atarands, ma allo stato attuale non sono stati effettuati ulteriori investimenti. Gli esperti in precedenza hanno sostenuto che in caso di calvizie completa, i follicoli sono completamente assenti nello scalpo, sicché essi non possono essere rigenerati. Negli ultimi anni tuttavia si è scoperto che in realtà i follicoli non sono del tutto assenti in quanto vi sono cellule staminali nel cuoio capelluto calvo da cui nascono naturalmente i follicoli. La spiegazione di un tale anomalo comportamento risiederebbe nella carenza di cellule progenitrici in queste aree.
L'idea di base della clonazione dei capelli è che le cellule follicolari sane o papille dermiche possano essere estratte dalle aree non calve e non soggette alle perdita dei capelli del paziente, quindi moltiplicate (clonate) con vari metodi di coltura, in modo da ottenere nuove cellule che possano essere iniettate nelle zone calve e produrre capelli. Questa tecnica è tuttavia ancora in fase di sperimentazione e non è ancora utilizzata ufficialmente nelle cliniche.

## Storia della ricerca sulla clonazione dei capelli

### Intercytex
Una delle prime aziende ad iniziare la sperimentazione con la clonazione dei capelli fu Intercytex. I ricercatori dell'azienda erano convinti che il loro approccio fosse la cura per la calvizie e che se la tecnologia fosse stata pienamente sviluppata, essi avrebbero sostanzialmente eliminato la perdita dei capelli dovuta a fattori ereditari. Questo trattamento avrebbe anche eliminato il problema della zona donatrice, dal momento che sarebbe stato possibile replicarla dalle cellule del paziente.
Intercytex cercò di clonare i nuovi follicoli piliferi dalle cellule staminali prelevate dalla nuca. I ricercatori speravano che se fossero riusciti a moltiplicare (clonare) i follicoli e, quindi, ad innestarli nelle zone calve dello scalpo, i capelli sarebbero potuti ricrescere autonomamente nelle zone d'innesto. Essi hanno testato il metodo nella fase II dei loro studi, la quale mostrò risultati molto promettenti, dal momento che si riscontrò la crescita di nuovi capelli nei due terzi dei pazienti maschi calvi a seguito del trattamento.
L'azienda sperava di portare a termine la ricerca cosicché potessero renderla disponibile al pubblico, così essi iniziarono la fase III. Secondo le previsioni, essi sarebbero stati in grado di portare a termine il processo in pochi anni. Tuttavia, questi test non hanno mostrato i progressi attesi. Nel 2008 Intercytex ammise di non essere riuscita a sviluppare completamente il trattamento di clonazione dei capelli e decise di interrompere tutte le ricerche.
Questo non fu solo il risultato dei test falliti, poiché anche il quadro finanziario della società era diventato instabile nel 2008, rendendo necessarie misure di riduzione dei costi. La società licenziò molti membri del personale e tagliò i fondi ai progetti di ricerca come la clonazione del capelli. Nel 2010 fu dichiarato il fallimento della società.

### Aderans Research Institute
Un'altra azienda impegnata nella ricerca sulla clonazione dei capelli fu ARI (Aderans Research Institute), una società giapponese che ha operato negli USA ed era il più grande concorrente di Intercytex nello sviluppo del trattamento. La società lavorò su quello che chiamò processo "Ji Gami", che prevedeva la rimozione di una piccola striscia di scalpo e la successiva suddivisione in singole cellule staminali follicolari. In seguito all'estrazione, queste cellule sono coltivate, moltiplicate (clonate) e iniettate nelle zone calve dello scalpo. Gli scienziati speravano che a seguito dell'innesto le cellule follicolari clonate maturassero in una crescita completa del capello.
Durante la fase II essi scoprirono che il processo non era adatto per la moltiplicazione, ma era in grado di rivitalizzare i follicoli e prevenire con successo la futura perdita di capelli. Gli studi sono continuati nel 2012, ma nel luglio 2013 Aderans ha deciso di interrompere il finanziamento alla ricerca sulla moltiplicazione dei capelli.

### Università tecnica di Berlino
La prima volta in cui gli scienziati furono in grado di far crescere follicoli piliferi artificiali dalle cellule staminale fu nel 2010. Gli scienziati dell'università tecnica di Berlino in Germania prelevarono cellule animali e le utilizzarono per creare i follicoli. Il risultato fu che essi produssero follicoli "più sottili del normale", ma confidavano nel fatto che avrebbero potuto sviluppare il giusto metodo di clonazione dei capelli dalle cellule staminali umane dal 2011. Essi prevedevano che il trattamento sarebbe stato reso disponibile al pubblico dal 2015, poiché si stavano già preparando per gli studi clinici. Gli scienziati che lavoravano sul progetto dissero che se il trattamento fosse stato portato a termine, ciò si sarebbe tradotto in una cura per circa l'80% delle persone che soffronto di perdita di capelli.
L'università stava lavorando insieme ad Intercytex e altri team di ricerca, ma essi riscontrarono molti problemi, tra cui il fatto che il processo di moltiplicazione non era abbastanza efficiente. Essi erano in grado di clonare uno o due follicoli da un capello estratto, ma perché il processo fosse efficiente questo numero avrebbe dovuto essere almeno pari a 1 000. Non c'era alcuna indicazione che i ricercatori sarebbero riusciti a superare quest'ostacolo.

### Università della Pennsylvania
Nel 2011 gli scienziati dell'università della Pennsylvania pubblicarono le loro scoperte riguardo alla clonazione dei capelli. Nel corso delle loro indagini, essi hanno scoperto che uno scalpo calvo ed uno non calvo hanno lo stesso numero di cellule staminali, ma il numero di cellule progenitrici era significativamente ridotto nel primo caso. Sulla base di ciò, essi conclusero che non è l'assenza di cellule staminale ad essere la responsabile della perdita dei capelli, bensì la mancata attivazione di tali cellule.
I ricercatori hanno continuato con i propri studi, cercando un modo per convertire le cellule staminali normali in cellule progenitrici, il che si tradurrebbe nella possibilità di attivare la naturale generazione di capelli su uno scalpo precedentemente calvo.

### Università di Durham
Nel 2013 nuovi risultati furono pubblicati da un team di ricercatori dell'Università di Durham. Sulla base di tali risultati, gli scienziati hanno cercato un nuovo metodo per moltiplicare i capelli, clonando le cellule originali in un sistema 3D anziché 2D.
Un team ha prelevato le papille dermiche da trapianti di capelli e le ha dissezionate, quindi le ha coltivate in una capsula di petri. Nel giro di 30 ore essi furono in grado di produrre 3 000 cellule di papilla dermica. L'obiettivo era creare papille dermiche che, una volta iniettate, avrebbero riprogrammato le cellule circostanti per produrre capelli sani. Essi scelsero di provare il metodo d'iniezione delle cellule clonate in campioni di prepuzio per "stimolare" le cellule, poiché le cellule di prepuzio normalmente non producono capelli. I campioni di pelle umana furono innestati su dei ratti. Dopo sei settimane le cellule di papilla clonate formarono nuovi follicoli piliferi in grado di produrre capelli.
Questi sono i primi risultati e poiché si tratta di un nuovo approccio alla clonazione di capelli, ancora molti studi e test dovranno essere condotti prima di poter passare alla sperimentazione umana. D'altra parte, sono stati giò riscontrati nuovi problemi, come il fatto che alcuni dei nuovi capelli cresciuti appaiano depigmentati.

### RepliCel Life Sciences
RepliCel Life Sciences Inc., una società con sede a Vancouver, ha condotto delle ricerche sulla sostituzione delle cellule dei follicoli piliferi compromesse dall'ormone.
Da ottobre 2013, RepliCel si stava preparando ad iniziare gli studi clinici nei quali avrebbe testato il proprio processo su 120 uomini in Germania.

### Riken Centre for Developmental Biology
Nel 2016, gli scienziati in Giappone hanno annunciato di aver sviluppato con successo pelle umana in laboratorio. La pelle è stata creata usando cellule staminali pluripotenti indotte e, una volta innestata in un topo, essa produce capelli con successo.

## HairClone
HairClone è una nuova società fondata nel 2016 da un gruppo di scienziati e di chirurghi specializzati nel trapianto di capelli con l'obiettivo di combinare l'innovazione medica e scientifica per sviluppare le varie fasi di prelievo, moltiplicazione e innesto necessarie per portare la clonazione dei capelli nella pratica clinica.
Il concept di HairClone si sostanzia nella previsione delle seguenti fasi di trattamento:
1. prelievo di circa 50 unità follicolari, effettuato in anestesia locale da un chirurgo specializzato nel trapianto di capelli (la procedura dura circa 30 minuti);
2. una volta effettuato il prelievo, il paziente può tornare alla sua vita quotidiana, mentre le unità follicolari prelevate saranno congelate e conservate finché sarà necessario;
3. quando sarà necessario, alcune unità follicolari saranno prese dal deposito e sottoposte a trattamento, al fine di isolare le cellule specifiche coinvolte nella produzione del fusto del capello stesso;
4. una volta isolate, le cellule saranno coltivate in vitro in laboratori MHRA autorizzati, di modo che si dividano e si moltiplichino in 2-3 settimane;
5. le cellule moltiplicate saranno trasportate in clinica e micro-iniettate nello scalpo del paziente là dove necessario;
6. successivamente le cellule iniettate saranno in grado di produrre nuovi follicoli mediante un processo chiamato neogenesi follicolare[12].

Nonostante vi siano oltre 40 anni di ricerca di base a supportare questo concept, nonché la vasta esperienza nel settore del team di HairClone, per sviluppare a pieno il concept stesso sarà necessario proseguire con la ricerca scientifica e clinica per 2-3 anni (stando alle previsioni di HairClone), lavorando in particolare sui metodi di: 
- estrazione delle unità follicolari;
- crioconservazione dei follicoli piliferi e delle cellule per molti anni;
- micro-dissezione delle cellule necessarie dal follicolo pilifero;
- micro-iniezione delle cellule follicolari nelle zone interessate dello scalpo del paziente;
- misurazione dello spessore del fusto del capello e della densità dei capelli.

Le principali questioni che la ricerca di HairClone deve determinare sono:
1. i migliori indicatori per misurare l'induttanza del follicolo pilifero;
2. il sistema ottimale per moltiplicare le cellule in coltura al fine di preservare l'induttanza;
3. i meccanismi attraverso i quali le cellule re-innestate ringiovaniscono e rigenerano i follicoli piliferi.